# 嘉門達夫のネットでごめん!
『嘉門達夫のネットでごめん!』（かもんたつおのネットでごめん）は、2001年4月から2003年12月までインターネットラジオ・「ラジ@」で放送されたラジオ番組である。

## パーソナリティ
- 嘉門達夫（当時42歳）
- 西村美冴（2001年12月の番組改編まで。当時17歳） - 現役女子高生アシスタント。

両者の年齢差は25歳で、嘉門は西村の母親と同じ年齢である。

## 主な放送内容
番組はリスナーからのお便り、番組への質問、そして以下に挙げる投稿コーナーによって構成。放送初期には「美冴の何でも答えちゃうぞ」のコーナーや、月に一度行われる「嘉門達夫新曲発表」のコーナーなどがあった。

### 投稿コーナー
あったらコワイのコーナー
この世のどこを探してもあり得ないような状況・事例・人物などを考案し投稿するコーナー。
会話のコーナー
日常生活ではあり得ないような会話を考案し投稿するコーナー。
法則のコーナー
あったら面白そうだ、あるいは困ると思う法則を考案し投稿するコーナー。
これは何かの陰謀だのコーナー
私生活でついていない事があった時の、その嘆きの声を投稿するコーナー。
ザワザワのコーナー
あったら面白そうだと思う噂を考案し投稿するコーナー。
どんなんやねんのコーナー
まず冒頭で元ネタを振り、定型文「それどんなんやねん？」を挟んだ後にその意味を説明するコーナー。
ミイラ取りがミイラになったのコーナー
良かれと思ってやった事が裏目に出る様を表した、サミーページの投稿によって出来たコーナー。
知らんかったのコーナー
世間では未だ常識化されていない、自らの知っている事実を投稿するコーナー。
さかさまにしても同じやのコーナー
回文を投稿するコーナー。
ババンババンバンバンのコーナー
『8時だョ!全員集合』のエンディングで有名なフレーズ「ババンババンバンバン」の後にオリジナルの言葉を付け、新たなおかしさを追求する投稿コーナー。
全米No.1のコーナー
様々な「全米No.1」のものを考案する投稿コーナー。
美冴の何でも答えちゃうぞのコーナー
放送初期にのみ存在したコーナー。西村がリスナーからの質問に答えるというシンプルなコーナー。西村本人が「下ネタは少しならOK」と言っていたが、西村が女子高生（未成年）であることからさすがに下ネタは送られてこなかった。
リスナーからの提案によるコーナー
この番組ではリスナーからの提案により生まれたコーナーが少なからず存在し、かつて嘉門が担当していた『爆裂スーパーファンタジー』よりは比較的自由に投稿が行われていた（どんなんやねんなど）。また、『爆裂』ではハガキサイズの紙をまとめて封書に入れて投稿がメインだったが、インターネット番組であるこの番組では一部のリスナーを除き、メールでの投稿が多かった。
一時期さまぁ〜ずの持ちギャグである「悲しいダジャレ」を提案したリスナーもいて、正式にコーナーとして成立。公式サイト内のコーナー紹介にも名前が挙がったが、突然削除された。

## 番組から贈られた投稿特典
この番組はポイント制で、読まれたネタの数だけポイントが貯まるという単純明快なものだった。
放送初期に西村が賞品を紹介する際の喋り方がリスナーに受けていたことから、西村の離脱後は嘉門が彼女の口調を真似て賞品紹介をしていたが、評判はあまり良くなかった。
- 10ポイント：ステッカー
- 30ポイント：Tシャツ
- 100ポイント：マウス
- 200ポイント：嘉門の私物詰め合わせ - 1人のリスナーが2つ獲得した。
- 500ポイント：スピーカー
- 1000ポイント：新品のパソコンまたはスタジオ見学

## 番組の遍歴
2001年3月18日
コンテンツ開始前の同日に、『ネットでごめん!』プロト放送として「嘉門達夫渋谷ライブ」生放送が試験的に行われた。
2001年4月
本放送開始。放送第1回では番組の概要および各種投稿コーナーの紹介のみに留まった。
2001年12月
西村が正式な降板発表も無く突然の番組降板。その後は嘉門がひとりで番組を進行するようになる。
『ネットでごめん!』第1部終了。
2002年2月
『ネットでごめん!』第2部放送開始。
リスナーの1人が200ポイントの「嘉門達夫私物詰め合わせ」を獲得。
2003年12月
2年9か月間の放送が終了。その後も嘉門は『嘉門達夫の万能塾』や『嘉門達夫のナリキン投稿天国』などを担当。